# U-77号潜艇 (1940年)
U-77号（德語：U 77）是纳粹德国战争海军建造的568艘VII-C型潜艇（或称U艇）之一。它由不来梅的伏尔铿费格扎克船厂承建，于1940年11月23日下水，至1941年1月18日交付使用。第二次世界大战期间，该艇曾执行过十一次巡逻作战，共击沉15艘、全损2艘和击伤4艘同盟国或中立国舰船，累积总吨位为52,122吨。1943年3月28日，U-77号在卡塔赫纳以东的地中海遭两架英国哈德遜式轟炸機投掷的深水炸弹重创，延至翌日自沉，艇内官兵38人阵亡、仅9人幸存。

## 设计
VII-C型是VII级潜艇的第三次、也是最有价值的改进型。它搭载了被称为“S装置”的新式主动声呐系统，为了容纳这种新设备，VII-C型的艇体尺寸有所增加，并重新设计了鞍状水舱，在其两侧各增加了一个可提供储备浮力的小型浮舱，有利于潜艇完成快速下潜。U-77号的全长为67.10米，舷宽6.20米、并有4.74米的吃水深度，水上和水下排水量分别为769吨和871吨。该艇采用双轴设计，具有两副直径为1.23米的三叶螺旋桨。在机械系统方面，VII-C型艇也得到了升级：通过艇上配备的燃油过滤系统，柴油机润滑系统的使用受命得以延长，也为不同润滑剂在艇上机械设备上混合使用留足了余地。原先前型艇用于发射鱼雷和主压载舱吹除操作的电动空气压缩机则改为容克斯的柴动压缩机，从而减小了对艇上电气系统的依赖；此外，该型艇还装配了更为现代化的电力转换系统。动力由两台曼恩生产的M6V 40/46型六缸四冲程1,400匹公制馬力（1,000千瓦特）涡轮增压柴油机用于水面运行，以及两台布朗-博韦里提供的GG UB 720/8型375匹公制馬力（280千瓦特）双作用电动发电机用于水下航行；水面最高航速17.7節（32.8每小時），水下7.6節（14.1每小時）；能够在水面以10節（19每小時）航速续航8,500海里（15,700），或以4節（7.4每小時）连续在水下航行80海里（150）而无需充电。
武器装备方面，U-77号装备有五具内置式鱼雷发射管——艇艏四具、艇艉一具。其艇艉的鱼雷发射管设计在耐压壳体内部、两片舵之间，鱼雷可以由此向外发射。在轮机舱甲板下方还配备了用于艇艉的鱼雷装填系统，耐压壳体与甲板室之间一前一后还设计有外置鱼雷贮存装置，因此U-77号可携带14枚G7型鱼雷或最多26枚TMA型水雷（TMB型则为39枚）。此外，该艇还搭载有一门配备220发弹药的88毫米35式速射炮以及一门配备1,195发弹药20毫米30式高射炮作为甲板炮。其标准船员编制为4名军官及40－56名水兵。

## 历史
1939年1月25日，海军造舰局将第二批次的六艘VII-C型潜艇（U-77至U-82号）建造合同发包予不来梅的伏尔铿公司。其中U-77号于1940年3月28日开始在费格扎克船厂铺设龙骨，建造序列为5号。经过近八个月的建造，它于同年11月23日下水，至次年1月18日在曾担任U-53和U-58号艇长的海军中尉海因里希·顺德尔的指挥下交付使用。完成海试后，该艇加入驻基尔的第7潜艇区舰队，先是在波罗的海进行战备训练，进而于1941年5月作为前线艇移驻德占法国的圣纳泽尔。1942年1月1日，它换编至驻希腊萨拉米斯岛的第23潜艇区舰队作战，然后自同年5月起转投驻意大利拉斯佩齐亚的第29潜艇区舰队服役，直到1943年3月29日沉没。与当时大多数德国U艇一样，U-77号在瞭望塔上漆有专属的艇徽：一头向后摆腿的野驴，这同时也是第29潜艇区舰队的队徽。
第二次世界大战期间，U-77号曾执行过十一次巡逻和六次狼群作战，共击沉15艘、全损2艘和击伤4艘同盟国或中立国舰船，累积总吨位为52,122吨。

### 作战巡逻

#### 顺德尔役期
顺德尔中尉指挥了U-77号的前七次巡逻。他于1941年5月29日04:07率艇从基尔出发执行首次任务，并在横渡波罗的海后，前往北大西洋游弋。从6月6日至20日，该艇曾加入“西方狼群”，意图以集群方式袭击盟军的护航船队。首个猎物于6月13日到来：数日前刚从OB-330号护航队脱离的英国货船特里西利安号（Tresillian），于04:04在开普雷斯东南方向被U-77号发射的一枚鱼雷击中船舯部。该船早在00:28便被顺德尔发现，但三小时后射出的第一枚鱼雷却哑火。被击中后，特里西利安号停了下来，但船员只准备放下救生艇并发出紧急求救信号，潜艇遂用机枪向舰桥开火，并在对方弃船后以甲板炮发射了87枚炮弹，直到05:30才停火。炮弹取得60到65发命中，但除了引发小火外未见有任何影响。至05:45，顺德尔用鱼雷射出“致命一击”，导致货船断成两截后沉没。6月22日22:36，另一艘无护航的英国货船阿拉卡卡号（Arakaka）被U-77号的一枚鱼雷击中轮机舱尾部，一分钟后在纽芬兰的圣约翰斯以东约450海里（830）处沉没。顺德尔大约一小时前在大雾中发现了这艘缓慢移动的船只，由于能见度下降和海浪高涨，难以进入有利的攻击位置，一度失去接触，最终在不到600米的距离实施了水下鱼雷攻击。两天后，U-77号于21:36又在法韦尔角以南约600海里（1,100）处发现了无护航的希腊货船安娜·布尔加里斯号（Anna Bulgaris），但25日00:30发射的第一枚鱼雷哑火。至04:36，第二枚鱼雷才取得命中。德国人在船沉没前观察到幸存者乘坐救生艇弃船逃生，但他们再也没有出现过。经过为期四十天、水面行程7,780海里（14,410）、水下行程149海里（276）的航行后，U-77号于7月7日14:30抵达圣纳泽尔。
在随后的两次巡逻中，U-77号先后前往冰岛西南部、北海海峡以西、法韦尔角东南部和纽芬兰以东的北大西洋游弋，尽管期间曾分别加入“格陵兰”（8月10－23日）、“选帝侯”（8月23日－9月2日）、“狼鳚”（9月2－7日）和“夺命狼”（10月21日－31日）等狼群，但一无所获。11月8日00:30，该艇抵达西班牙的维戈，由德国补给舰贝塞尔号（Bessel）提供了117m³燃油、4吨润滑油、3吨饮用水和补给品。直到第五次巡逻，U-77号才有所斩获。当时它于12月10从洛里昂出发，穿越严密设防的直布罗陀海峡前往地中海西部和东部游弋。五天后，即突入直布罗陀海峡之前，顺德尔于04:10分和04:30分在距特拉法加角西北约34海里（63）处袭击了一支由四艘船组成的小型护航队，随后报称一艘货船在一次袭击后处于下沉状态，一艘油轮在两次袭击后停船。事实上，只有英国货船帝国梭鱼号被击中并沉没。12月19日，该艇停靠墨西拿接受补给，两天后重新出发。至1月12日01:57分，U-77号在图卜鲁格附近发现两艘英国驱逐舰，遂于02:38发射了四枚鱼雷，其中一枚击中金伯利号的艉部。爆炸炸毁了舰艉，并使该舰立即停机，惟顺德尔于02:45射出的“致命一击”偏出。幸免于难的金伯利号由友舰赫思罗普号拖至亚历山大港，后续完成修复。经过为期三十五天、水面行程6,400海里（11,900）、水下行程490海里（910）的航行后，U-77号于1942年1月14日09:00抵达萨拉米斯岛。
1942年3月28日17:00，U-77号在顺德尔的指挥下离开萨拉米斯岛，前往地中海东部执行第五次巡逻。四天后，该艇在地中海遭到一架英国剑鱼式鱼雷轰炸机的袭击，导致艇体严重受损，无法下潜，被迫返航。返航途中，它于4月3日又遭遇一艘敌对潜艇，后者以扇形射出四枚鱼雷，但均未击中。顺德尔于4月3日08:45返抵萨拉米斯岛，在这次为期七天、水面1,750海里（3,240）、水下138海里（256）的航行中，他未能击沉或击伤任何舰船。随后，U-77号于4月7日经由帕特雷前往拉斯佩齐亚，在当地的船厂接受维修，至6月6日进一步转移至墨西拿的船坞更换测深锤及修复螺旋桨。
U-77号的第六次巡逻于6月8日04:15直接从墨西拿出发，前往地中海东部游弋。仅四天后，它便在塞卢姆以北发射两枚鱼雷击沉了正在“活力行动”中负责运送补给品去往马耳他的英国驱逐舰格罗夫号。随后，该艇因水平舵故障而于6月17日返回墨西拿，经过短暂的维修再于6月23日重新离港。一天后，英国潜艇最后通牒号在图卜鲁格以北从7,000碼（6,400）的距离向U-77号发射了四枚鱼雷，并声称可能取得命中。但顺德尔只报告称于07:10分在编号为CO-5365号的海军网格处感受到两次爆炸震动。两枚鱼雷可能是在射程终结时或在海底引爆。7月4日，另一艘英国潜艇矢嘲鸫号又在32°48′N 33°36′E / 32.800°N 33.600°E处向U-77号发射了三枚鱼雷，但均未击中。英国人随后浮出水面进行炮击，但顺德尔潜入水中逃脱。经过为期三十一天、水面行程3,600海里（6,700）、水下行程500海里（930）的航行后，U-77号于7月9日07:40抵达萨拉米斯岛。
顺德尔率U-77号于7月16日17:10离开萨拉米斯岛执行第七次巡逻，前往地中海东部和巴勒斯坦沿岸游弋，回程则经由萨拉米斯岛（补充燃料和给养）及帕特雷（航道指引）于8月30日07:50到达普拉。在这次为期四十五天、水面6,100海里（11,300）、水下600海里（1,100）的航行中，该艇共击沉8艘、击伤1艘帆船。首个受害者是希腊籍的瓦西莉基号（Vassiliki），于7月22日04:53遭顺德尔以甲板炮发射10发炮弹，随即起火沉没。两天后的18:17，叙利亚籍的陶菲克·拉赫曼号在格雷科角以东30海里（56）处遭到鸣炮示警，船员弃船后，U-77号以甲板炮发射25发炮弹将其击沉。7月30日12:16，顺德尔在塞浦路斯以东向希腊驱逐舰鹰号发射了四枚鱼雷，61秒后听到三次命中，但没有爆炸。然而七分钟后，德国人再听到一声沉闷的爆炸声（推测是内部爆炸）。潜艇可能击中了埃及帆船法尼号（Fany），当它在被瞄准的军舰之外航行时未被察觉。8月1日13:35，埃及籍的圣西蒙号（St. Simon）遭到U-77号的七发炮击，在贝鲁特西北约35海里（65）处起火沉没。其同胞伊兹特号（Ezzet）则于8月6日07:06在塞浦路斯以东约25海里（46）处被被顺德尔以甲板炮发射的35发炮弹击沉。二十四分钟后，同样来自埃及的阿德南号（Adnan）也遭28发炮弹严重损坏，其残骸后来漂流到土耳其卡拉塔什附近的海岸，并在亚历山大港得到修复。8月10日01:20，巴勒斯坦籍的卡鲁夫号（Kharouf）在距赛达西北偏西约20海里（37）处被U-77号发射的19发炮弹击沉。最后一艘遇害帆船依然是来自巴勒斯坦的丹尼尔号（Daniel），于8月16日23:34在贝鲁特以西约55海里（102）处被顺德尔发射的16枚炮弹击沉。

#### 哈特曼役期
海军中尉奥托·哈特曼于1942年9月2日接替顺德尔出任U-77号艇长，他率艇执行了后续四次巡逻。其中第八次巡逻于10月12日18:10从普拉出发，前往地中海东部游弋。10月20日22:35，叙利亚帆船马赫鲁斯号（Mahrous）在黎巴嫩舍卡以西约30海里（56）处被U-77号用甲板炮发射的8枚炮弹击沉。随后，该艇于10月29－30日在墨西拿补充燃料和给养。经过为期二十一天、水面3,700海里（6,900）、水下145海里（269）的航行后，哈特曼于11月1日11:30抵达拉斯佩齐亚。
仅两天后，即11月3日16:00，U-77号便从拉斯佩齐亚出发执行第九次巡逻，前往地中海西部游弋。11月6日，在该区域作战的三艘德国潜艇——U-77号（两次）、U-81号和U-458号遭到了敌机的攻击。所有艇只都有轻微损坏，仍可继续巡逻。两天后，哈特曼曾向英国航空母舰暴怒号发射四枚鱼雷，但未造成任何伤害。11月12日03:05，U-77号在阿尔及尔沿岸又向英国单桅战船鹳号发射了三枚鱼雷（其中一枚没有脱离发射管），并观察到一枚命中对方舰桥附近。当该舰翌日被紧急拖往直布罗陀时，哈特曼遭到另外两艘英国护航驱逐舰莲花号和罂粟花号的持续深水炸弹攻击，但损伤轻微。11月14日14:10，U-77号在距阿尔及尔以北约20海里处救起了两名隶属德国空军第26战斗联队的Ju-88轰炸机飞行员，并于21日将他们送达卡利亚里。这架飞机早前于11月9日的空战中被击落，有两名机组人员丧生。由于袭击造成的各种损伤，哈特曼于12月1日提前结束巡逻，并在完成水面4,684海里（8,675）、水下291海里（539）的航行后于5日08:45返抵拉斯佩齐亚。
U-77号的第十次巡逻于1943年1月26日17:09离开拉斯佩齐亚，前往地中海西部游弋，至2月10日09:30返回，期间该艇的柴油机舱曾于2月1日06:15发生爆炸，对艇体造成一些损坏。在这次为期十六天、水面1,850海里（3,430）、水下330海里（610）的行动中，哈特曼共击沉两艘英国商船：2月7日02:00，他在阿尔及尔以西约80海里（150）处向KMS-8号护航队发射四枚鱼雷，分别击沉位居13号和14号阵位的货轮，即帝国韦伯斯特号（Empire Webster）和帝国横幅号。
1943年3月3日16:15，哈特曼率U-77号离开拉斯佩齐亚执行第十一次巡逻，前往地中海西部和西班牙东部游弋，从此再未归航。3月16日11:20左右，该艇在瓦赫兰西北向ET-14号护航队发射鱼雷，分别击中英国货轮商业巨头号（Merchant Prince）和哈德利号（Hadleigh）。其中商业巨头号最初被遗弃，但其船员翌日重新登船并拖至瓦赫兰搁滩，后续返回英国得到修复。哈德利号也拖至奥兰，然后被进一步送往凯比尔港后船体断成两截，宣布为全损。十天后的18:44，当身居MKS-10号护航队42号阵位的英国货轮珀斯城号（City of Perth）以8.5節（15.7每小時）的速度航行至瓦赫兰以西约52海里（96）处时，被哈特曼发射的一枚鱼雷命中左舷。鱼雷击中深舱后壁前方数英尺，溅起一大股水柱和碎片，深舱及4号货舱的所有舱口与横梁均被压弯或炸毁。由于无法关闭轴隧门，深舱被水淹没后，轮机舱内也立即注满海水，船只开始从船艉迅速下沉。当珀斯城号仍然漂浮在水面上时，另一支登船队为其系上了一根拖缆，在被鱼雷击中大约两小时后由拖船拖走，但延至3月27日在阿尔及利亚的菲加洛角南部搁滩，同样宣布为全损。完成对珀斯城号的袭击后，U-77号遭到了英国护航驱逐舰亚瑟斯通号和匡托克号持续一小时的深水炸弹反击，鞑靼号也参与其中。潜艇在遭受轻微破坏后躲过了进一步的攻击。

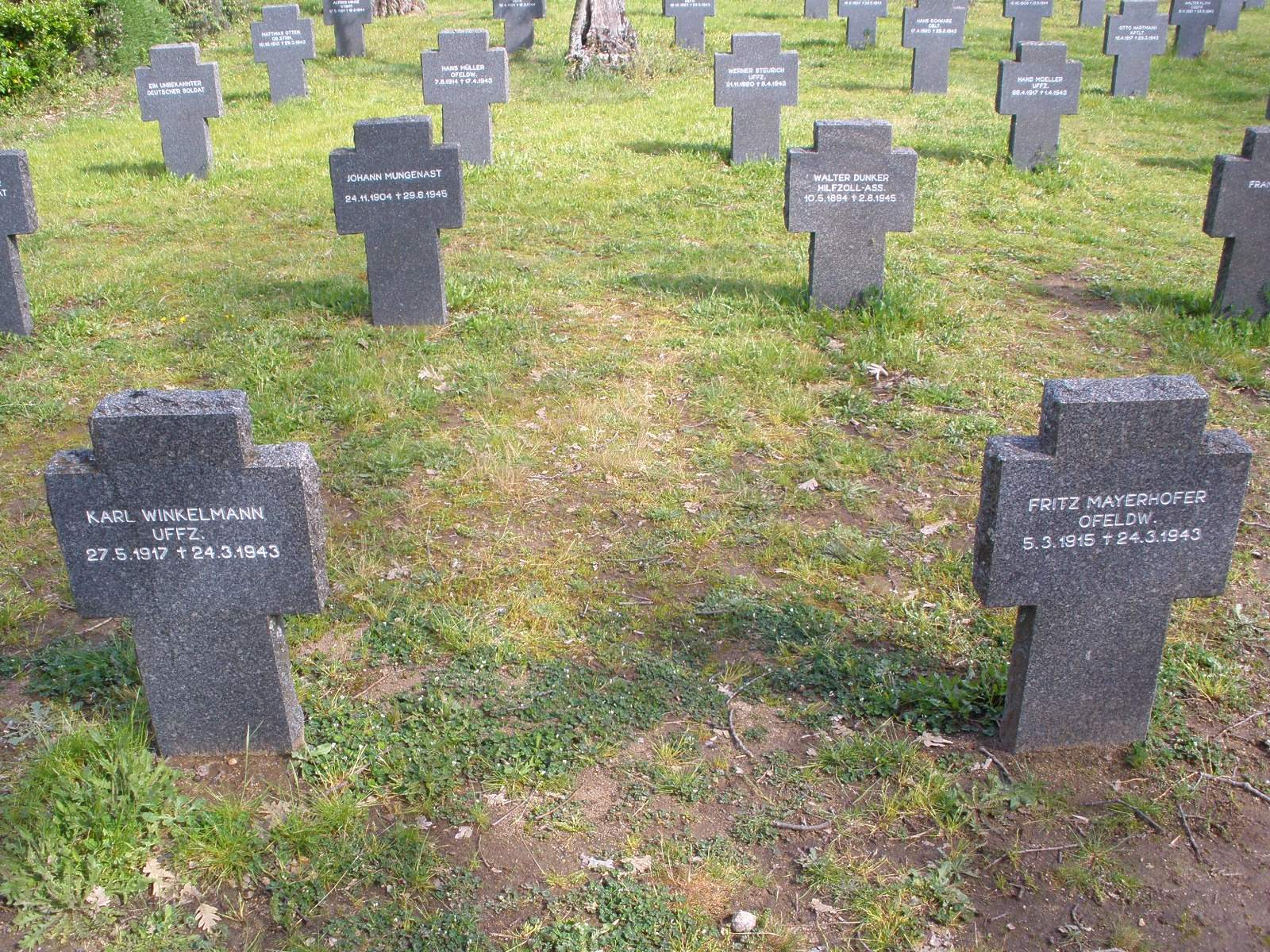
西班牙夸科斯德乌斯特的德国军人公墓，前景为两名U艇船员的墓碑。U-77号的阵亡船员便最终安葬于此

3月28日上午，隶属英国皇家空军第48中队的一架哈德遜式轟炸機在卡塔赫纳以东水域发现U-77号。前者从云端发起攻击，向正在下潜的潜艇漩涡投掷了四枚深水炸弹。但由于缺乏燃料，它无法继续攻击。炸弹炸穿了U-77号的轮机舱，导致海水不断涌入，迫使其浮出水面，无法再潜航。哈特曼在前往土伦的途中向U艇司令部报告了他的情况，并获指示进入中立的阿利坎特港，根据国际海事法接受维修。U-380号受命与之会合，以接走大部分船员，避免在西班牙被扣留。但在此之前，隶属英国第233中队的另一架哈德逊飞机于17:45在圣安东尼奥角和伊维萨岛之间发现了U-77号。尽管潜艇有猛烈的高射炮火，飞机还是设法发动了几次攻击，射出3,000发.303弹、投下4枚深水炸弹和1枚反潜炸弹，其中一枚在艇艉后方仅15碼（14）处爆炸。由于哈德逊的燃料不足，已严重受损的U-77号在黄昏时分幸运逃脱并继续前往阿利坎特，但至夜间，其两台电动机都相继发生故障。当哈特曼宣布紧急状态时，艇身开始下沉，于3月29日01:15在西班牙努角以南沉没，残骸位于38°33′N 00°15′E / 38.550°N 0.250°E的水深80米处。9名幸存船员乘坐一艘橡皮艇和由甲板制成的临时木筏弃艇逃生，但包括艇长哈特曼在内的其余38名船员则因受冻或溺水而身亡。

## 袭击历史摘要
| 日期           | 船名              | 船籍         | 吨位  | 结局 |
| -------------- | ----------------- | ------------ | ----- | ---- |
| 1941年6月13日  | 特里西利安号      | 英国         | 4,743 | 击沉 |
| 1941年6月22日  | 阿拉卡卡号        | 英国         | 2,379 | 击沉 |
| 1941年6月25日  | 安娜·布尔加里斯号 | 希腊         | 4,603 | 击沉 |
| 1941年12月15日 | 帝国梭鱼号        | 英国         | 4,972 | 击沉 |
| 1942年1月12日  | 金伯利号          | 英國皇家海軍 | 1,690 | 击伤 |
| 1942年6月12日  | 格罗夫号          | 英國皇家海軍 | 1,050 | 击沉 |
| 1942年7月22日  | 瓦西莉基号        | 希腊         | 140   | 击沉 |
| 1942年7月24日  | 陶菲克·拉赫曼号   | 叙利亚       | 30    | 击沉 |
| 1942年7月30日  | 法尼号            | 埃及         | 43    | 击沉 |
| 1942年8月1日   | 圣西蒙号          | 埃及         | 85    | 击沉 |
| 1942年8月6日   | 阿德南号          | 埃及         | 155   | 击伤 |
| 1942年8月6日   | 伊兹特号          | 埃及         | 158   | 击沉 |
| 1942年8月10日  | 卡鲁夫号          | 巴勒斯坦     | 158   | 击沉 |
| 1942年8月16日  | 丹尼尔号          | 巴勒斯坦     | 100   | 击沉 |
| 1942年8月20日  | 马赫鲁斯号        | 叙利亚       | 18    | 击沉 |
| 1942年11月12日 | 鹳号              | 英國皇家海軍 | 1,190 | 击伤 |
| 1943年2月7日   | 帝国横幅号        | 英国         | 6,699 | 击沉 |
| 1943年2月7日   | 帝国韦伯斯特号    | 英国         | 7,043 | 击沉 |
| 1943年3月16日  | 哈德利号          | 英国         | 5,222 | 全损 |
| 1943年3月16日  | 商业巨头号        | 英国         | 5,229 | 击伤 |
| 1943年3月26日  | 珀斯城号          | 英国         | 6,415 | 全损 |

## 脚注
1. ↑  威廉生，第11頁.
2. ↑  加洛普，第74頁.
3. 1 2  Gröner 1991，第43–46頁.
4. ↑  加洛普，第72頁.
5. 1 2 3 4 5 6 7 8  . U-Boot-Archiv.   [2024-10-13]. （原始内容存档于2024-12-11）.
6. ↑  Helgason, Guðmundur. . German U-boats of WWII - uboat.net.   [2024-10-13]. （原始内容存档于2024-12-11）.
7. ↑  Högel，第51頁.
8. 1 2  Helgason, Guðmundur. . German U-boats of WWII - uboat.net.   [2024-10-13]. （原始内容存档于2024-12-11）.
9. ↑  Helgason, Guðmundur. . German U-boats of WWII - uboat.net.   [2024-10-14]. （原始内容存档于2024-12-11）.
10. ↑  Helgason, Guðmundur. . German U-boats of WWII - uboat.net.   [2024-10-13]. （原始内容存档于2021-01-23）.
11. ↑  Helgason, Guðmundur. . German U-boats of WWII - uboat.net.   [2024-10-13]. （原始内容存档于2021-01-21）.
12. ↑  Helgason, Guðmundur. . German U-boats of WWII - uboat.net.   [2024-10-13]. （原始内容存档于2021-01-27）.
13. ↑  Helgason, Guðmundur. . German U-boats of WWII - uboat.net.   [2024-10-14]. （原始内容存档于2024-06-15）.
14. ↑  Helgason, Guðmundur. . German U-boats of WWII - uboat.net.   [2024-10-14]. （原始内容存档于2024-12-11）.
15. ↑  Helgason, Guðmundur. . German U-boats of WWII - uboat.net.   [2024-10-14]. （原始内容存档于2021-01-21）.
16. ↑  Helgason, Guðmundur. . German U-boats of WWII - uboat.net.   [2024-10-14]. （原始内容存档于2021-01-21）.
17. ↑  Helgason, Guðmundur. . German U-boats of WWII - uboat.net.   [2024-10-14]. （原始内容存档于2024-12-11）.
18. ↑  Helgason, Guðmundur. . German U-boats of WWII - uboat.net.   [2024-10-14]. （原始内容存档于2020-10-31）.
19. ↑  Helgason, Guðmundur. . German U-boats of WWII - uboat.net.   [2024-10-14]. （原始内容存档于2024-12-11）.
20. ↑  Helgason, Guðmundur. . German U-boats of WWII - uboat.net.   [2024-10-14]. （原始内容存档于2021-01-25）.
21. ↑  Helgason, Guðmundur. . German U-boats of WWII - uboat.net.   [2024-10-14]. （原始内容存档于2021-01-25）.
22. ↑  Helgason, Guðmundur. . German U-boats of WWII - uboat.net.   [2024-10-14]. （原始内容存档于2021-01-25）.
23. ↑  Helgason, Guðmundur. . German U-boats of WWII - uboat.net.   [2024-10-14]. （原始内容存档于2021-01-18）.
24. ↑  Helgason, Guðmundur. . German U-boats of WWII - uboat.net.   [2024-10-14]. （原始内容存档于2021-01-25）.
25. ↑  Helgason, Guðmundur. . German U-boats of WWII - uboat.net.   [2024-10-14]. （原始内容存档于2021-01-19）.
26. ↑  Helgason, Guðmundur. . German U-boats of WWII - uboat.net.   [2024-10-14]. （原始内容存档于2021-01-19）.
27. ↑  Helgason, Guðmundur. . German U-boats of WWII - uboat.net.   [2024-10-14]. （原始内容存档于2021-01-21）.
28. ↑  Helgason, Guðmundur. . German U-boats of WWII - uboat.net.   [2024-10-15]. （原始内容存档于2024-12-11）.
29. ↑  Helgason, Guðmundur. . German U-boats of WWII - uboat.net.   [2024-10-15]. （原始内容存档于2021-01-25）.
30. 1 2  Helgason, Guðmundur. . German U-boats of WWII - uboat.net.   [2024-10-15]. （原始内容存档于2024-12-11）.
31. ↑  Helgason, Guðmundur. . German U-boats of WWII - uboat.net.   [2024-10-15]. （原始内容存档于2021-01-25）.
32. ↑  Helgason, Guðmundur. . German U-boats of WWII - uboat.net.   [2024-10-15]. （原始内容存档于2024-12-11）.
33. ↑  Helgason, Guðmundur. . German U-boats of WWII - uboat.net.   [2024-10-15]. （原始内容存档于2020-10-26）.
34. ↑  Helgason, Guðmundur. . German U-boats of WWII - uboat.net.   [2024-10-15]. （原始内容存档于2020-08-04）.
35. ↑  Helgason, Guðmundur. . German U-boats of WWII - uboat.net.   [2024-10-15].
36. ↑  Helgason, Guðmundur. . German U-boats of WWII - uboat.net.   [2024-10-15].
37. ↑  Helgason, Guðmundur. . German U-boats of WWII - uboat.net.   [2024-10-15]. （原始内容存档于2020-10-23）.
38. 1 2  Helgason, Guðmundur. . German U-boats of WWII - uboat.net.   [2024-10-15]. （原始内容存档于2024-12-11）.
39. ↑  Blair，第271頁.